# Warhorse
Warhorse foi uma banda formada pelo ex-baixista do Deep Purple,  Nick Simper, que o grupo em 1969 e juntou-se à banda de Marsha Hunt. Após pouco tempo, Simper substituiu os outros músicos de sua banda de apoio por Ged Peck na guitarra e Mac Poole na bateria. Enquanto isso acontecia, Simper continuava a tocar em um projeto paralelo juntamente com Peck, Poole e o vocalista Ashley Holt. Quando Hunt ficou grávida, a banda parou de se apresentar, e Simper e Peck reorganizaram o grupo sob o nome de Warhorse. Holt tornou-se o vocalista da banda, e eles recrutaram o tecladista Rick Wakeman, que mostrou-se pouco confiável. Quando a  primeira demo tape foi gravada, em 1970, Wakeman foi substituído por  Frank Wilson.
O Warhorse finalmente assinou contrato com a Vertigo e lançou o seu álbum de estreia, Warhorse, em novembro de 1970. O grupo era empresariado por Ron Hire, que havia feito parte da HEC Enterprises, os primeiros a investirem no Deep Purple.
A banda começou a excursionar, mas devido a pouca promoção fez pouco progresso,  e o álbum não alcançou as paradas de sucesso. Um single, ''St. Louis'', foi lançado mas também não alcançou as paradas. Por volta de 1971, após consideráveis discussões acerca de estilo, Ged Peck saiu e passou a tocar violão clássico, abandonando a cena roqueira.  Foi substituído por Pete Parks, do Black August, uma banda que vinha compartilhando a sala de ensaio do Warhorse.
A banda foi obrigada a apressar a gravação de seu álbum seguinte. Em junho de 1972, Red Sea foi lançado, mas também teve pouca divulgação. Pouco tempo depois,  o Warhorse foi dispensado de seu selo. Apesar das baixas vendagens na época, o álbum é considerado um clássico e musicalmente excelente. Por volta da mesma época, Poole decidiu deixar o Warhorse para juntar-se ao Gong.
A banda decidiu continuar e substituiu Poole por Barney James. Eles adicionaram mais elementos de funk e soul à sua música. Por volta desse período, Rick Wakeman tomou Holt e James emprestados para o seu álbum solo Journey to the Centre of the Earth. Apesar de um novo contrato de gravação para o Warhorse estar em perspectiva na época, ambos os músicos decidiram integrar permanentemente a banda de Wakeman.
Para o Warhorse, assim como para muitas outras bandas, o importante estouro de um álbum de sucesso não aconteceu. Houve um forte interesse da Warner Bros, com o seu veterano representante A&R, (Dave Dee), fazendo o máximo para assinar um contrato da banda com o selo. Às custas da Warner Bros, eles entraram no estúdio e gravaram duas canções, mas ao fim ocorreu uma escolha entre o Warhorse e o Heavy Metal Kids,  e eles acabaram preteridos.
Em 1974, problemas financeiros devastadores marcaram o fim do grupo. O último show do Warhorse ocorreu no final de 1974,  no Polhill College, Bedford. Infelizmente o seu P.A. Midas de 2.000 watts quebrou e,  apesar dos melhores esforços de seus roadies e empresários, não foi possível fazê-lo funcionar direito. Eles tentaram tocar uma canção de B. B. King, (Three O'clock In The Morning),  mas foi impossível. Pediram desculpas à plateia e saíram.
Os músicos do Warhorse - Holt, Parks, Simper, Wilson e Poole – desde então tocaram juntos em algumas ocasiões, incluindo 1985 e 2005, a última no aniversário de 60 anos de Mac Poole.

## Discografia
- Warhorse (1970)
- Red Sea (1972)